# Leon Czolgosz

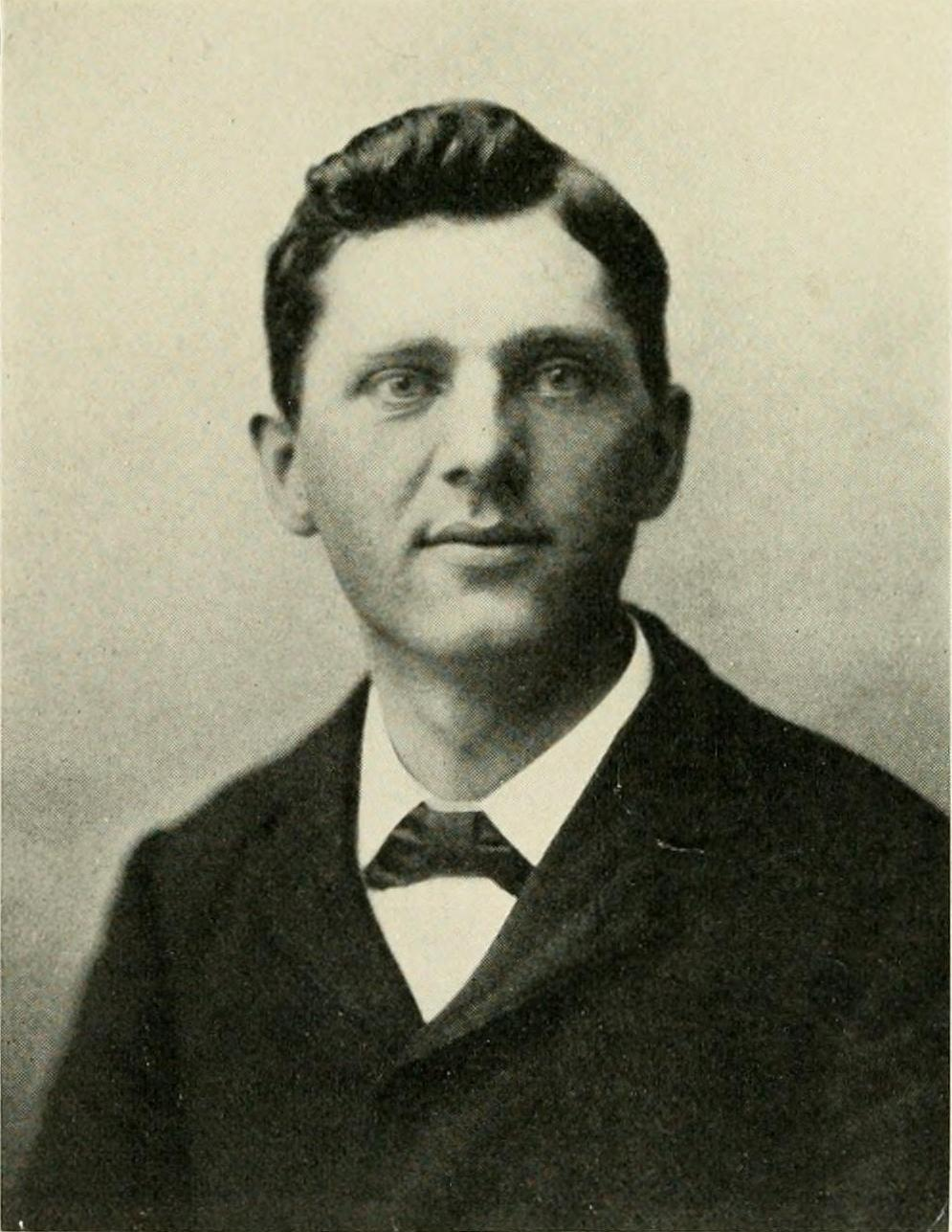
Leon Frank Czolgosz

Leon Frank Czolgosz ([zɔlgɑʃ]) (Alpena, 5 mei 1873 – Auburn, 29 oktober 1901) was de moordenaar van de Amerikaanse president William McKinley. In de laatste jaren van zijn korte leven werd hij zwaar beïnvloed door anarchisten als Emma Goldman en Alexander Berkman.

## Leven
Czolgosz werd geboren als een van de zeven kinderen van Pools-Russische immigranten. De precieze dag is onbekend. Op zijn tiende verliet hij de familieboerderij in Warrensville (Ohio) en ging hij met twee broers werken bij de American Steel and Wire Company. Op het hoogtepunt van zijn baan verdiende hij 4 dollar per dag, toentertijd een hoog bedrag. Nadat de arbeiders in de fabriek gingen staken (vakbonden bestonden toen nog niet) werden hij en zijn broers ontslagen.

## Interesse in anarchisme

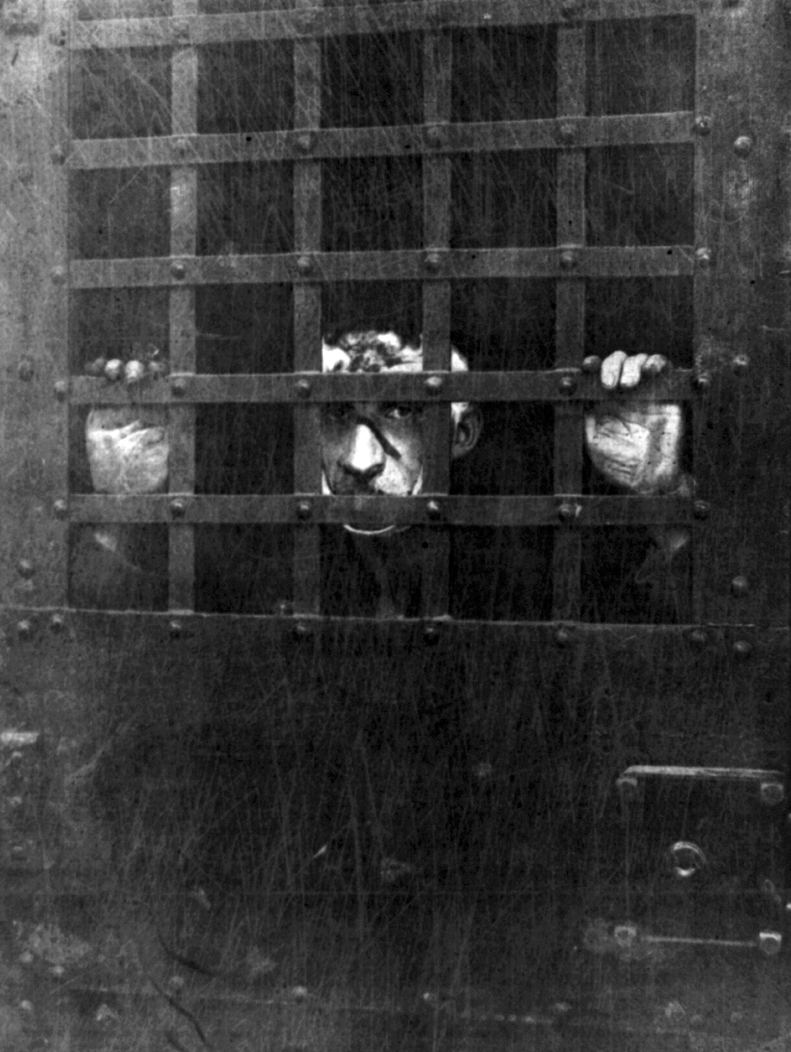
Czolgosz van achter een celdeur

Toen hij in 1898 een aantal vergelijkbare stakingen had gezien, waarvan een groot aantal in geweld eindigde, besloot Czolgosz terug te keren naar de familieboerderij in Warrensville Heights. Daar kwam hij regelmatig in aanvaring met zijn stiefmoeder en met de rooms-katholieke overtuiging van zijn familie. Hij trok zich terug en besteedde veel van zijn tijd aan het lezen van socialistische en anarchistische kranten. Hij raakte zo onder de indruk van een voordracht van Emma Goldman, dat hij besloot haar op te zoeken in New York om politiek met haar te bespreken. Later, na de moord op president McKinley, zou zij een stuk schrijven waarin ze haar sympathie voor Czolgosz uitsprak, hoewel ze tegelijk duidelijk maakte geen voorstander van zijn daad te zijn.
Voor zover bekend slaagde Czolgosz er echter niet in geaccepteerd te worden in welke anarchistische beweging dan ook. Vooral zijn fanatisme en opmerkingen omtrent het gebruik van geweld riepen bedenkingen op bij veel anarchisten; een aantal was er zelfs van overtuigd dat Czolgosz in werkelijkheid een informant van de overheid was. Het is verder bekend dat Czolgosz een voormalig lid van de Republikeinse Partij was (dezelfde partij als president McKinley) en deelgenomen had aan de Republikeinse voorverkiezingen in Cleveland .

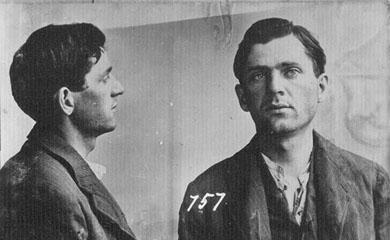
Foto gemaakt van Leon Czolgosz voor zijn registratie door de politie.

De radicale krant Free Society gaf zelfs een waarschuwing uit inzake Czolgosz:
"De aandacht van de kameraden wordt gevestigd op een nieuwe spion. Hij gaat netjes gekleed, is van gemiddelde lengte, heeft enigszins smalle schouders, heeft blond haar en is ongeveer 25 jaar oud. Tot op heden is hij gesignaleerd in Chicago en Cleveland. In de eerste plaats heeft hij slechts kort verbleven, terwijl hij in Cleveland verdween nadat kameraden zijn identiteit hadden achterhaald en op het punt stonden hem te ontmaskeren. Zijn voorkomen is van het gebruikelijke soort, hij doet zich voor als erg begaan met de zaak, vraagt om namen of verzoekt om hulp bij voorgenomen gewelddadige acties. Als dit individu elders verschijnt dan zijn de kameraden gewaarschuwd en kunnen zij daarnaar handelen."
Czolgosz' ervaringen hadden hem ervan overtuigd dat er groot onrecht in de Amerikaanse maatschappij aanwezig was, een ongelijkheid waardoor de rijken zichzelf konden verrijken door de armen uit te buiten. Hij concludeerde dat de oorzaak hiervoor gelegen was in de structuur van de overheid zelf.
Op 29 juli 1900 werd koning Umberto I van Italië vermoord door de als anarchist bekendstaande Italo-Amerikaan Gaetano Bresci. Bresci vertelde de pers dat hij zelf het initiatief had moeten nemen om voor de gewone man op te komen. De moordaanslag veroorzaakte schokgolven in de Amerikaanse anarchistische beweging. Czolgosz vond in Bresci zijn held: een man die de moed had om zichzelf op te offeren voor de zaak. De aanslag inspireerde Czolgosz zelfs in zoverre dat hij zich de moeite getroostte om de aanslag van Bresci zo veel mogelijk na te bootsen. Zo kocht hij hetzelfde type revolver als Bresci voor zijn aanslag gebruikt had. Tijdens zijn arrestatie bleek hij ook een opgevouwen krantenknipsel over Bresci in zijn zak te hebben.

## Moord op William McKinley

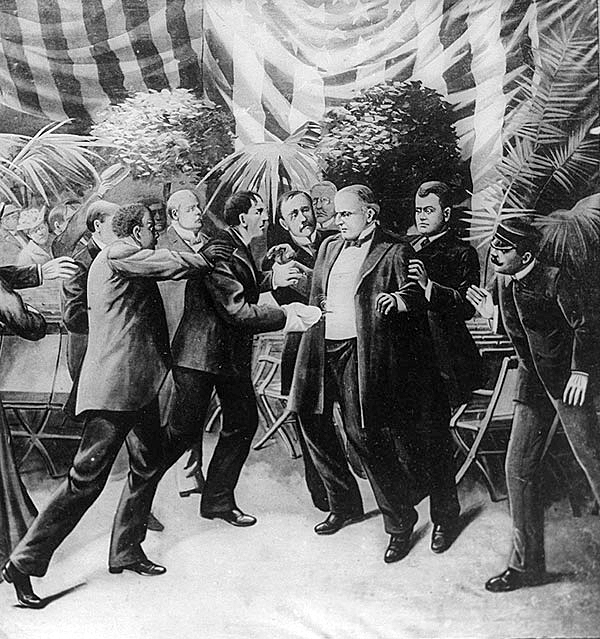
Leon Czolgosz schiet president McKinley neer met een verborgen revolver op de Pan-American Exposition.

Op 31 augustus 1901 reisde Czolgosz naar Buffalo (New York) en huurde hij een kamer vlak bij het terrein van de Pan-Amerikaanse tentoonstelling. Hij kocht op 2 september voor 4,50 dollar een .32 kaliber Iver-Johnson "Safety Automatic" revolver. Op 6 september ging hij naar de expositie met in zijn zak zijn revolver verpakt in een zakdoek. President McKinley stond voor de Temple of Music en begroette het massaal opgekomen publiek. Om 16.07 uur stond Czolgosz vooraan de rij. De president strekte zijn hand uit, Czolgosz sloeg ze weg en beschoot McKinley twee keer vanop een zeer kleine afstand, dicht genoeg om kruit op het vest van de president achter te laten. McKinleys lijfwachten en de omstanders vielen Czolgosz onmiddellijk aan, en sloegen hem zo hard dat men eerst zelfs dacht dat hij het mogelijk niet lang genoeg zou overleven om zijn rechtszaak mee te kunnen maken. McKinley overleed acht dagen later, op 14 september, aan het koudvuur dat zijn verwondingen had aangetast.

## Rechtszaak
Een speciale grand jury beraadde zich over de moordenaar, die alle contact met zijn advocaten weigerde, en stuurde een expert om zijn geestelijke gesteldheid te testen. Hij werd schuldig bevonden en tot de doodstraf veroordeeld op 23 september 1901, in een korte rechtszaak die slechts 8½ uur duurde, van de selectie van de jury tot aan het vonnis. De jury op haar beurt had slechts 34 minuten nodig om tot een oordeel te komen. Czolgosz werd op 29 oktober 1901 in de Auburn Prison in Auburn in de staat New York op de elektrische stoel geëxecuteerd, met drie schokken van 1700 volt, een executie die ook op film werd vastgelegd. Zijn laatste woorden waren: "Ik heb de president vermoord omdat hij de vijand van het goede volk was — het goede, hardwerkende volk. Ik heb geen spijt van mijn misdaad." Toen de cipiers hem op de stoel hesen, lukte het hem nog net om te zeggen: "Ik vind het heel jammer dat ik mijn vader niet heb kunnen zien." Er werd zwavelzuur en loog in zijn doodskist gegooid zodat zijn lichaam helemaal zou oplossen. Zijn brieven en kleren werden verbrand.
Emma Goldman werd gearresteerd op verdenking van betrokkenheid bij de liquidatie, maar werd later vrijgelaten omdat hier geen bewijs voor was.
De revolver waarmee de aanslag gebeurde is tegenwoordig te bezichtigen op de Pan-American Exposition-tentoonstelling in de Erie County Historical Society in Buffalo.
De plaats delict, de Temple of Music, werd in november 1901 afgebroken. Een stenen monument in het midden van Fordham Drive, een bewoonde straat in Buffalo, markeert vandaag de dag ongeveer de plek waar de gebeurtenis plaatsvond.